# Yağmurlar, Mesudiye
Yağmurlar là một xã thuộc huyện Mesudiye, tỉnh Ordu, Thổ Nhĩ Kỳ. Dân số thời điểm năm 2010 là 56 người.